# ビギニングス (スティーヴ・ハウのアルバム)
『ビギニングス』 (英語: Beginnings) は、スティーヴ・ハウのソロ名義では初めてのスタジオ・アルバム。
1975年から1976年にかけて行われた、イエスの5人のメンバー全員がソロ・アルバムをリリースするという企画の第一弾として、1975年10月31日にアトランティック・レコードから発売された。

## 内容
イエスにおける活動で有名になったハウが、イエスの幻想的な世界観や構築美とは異なる音楽表現で制作したソロ・アルバム。フォークやカントリー、バロック音楽など、多様な曲想が用いられている。楽器はアコースティック・ギターを多用している。
作曲と編曲はハウ自身によるもの。ギターとボーカルも彼が多重録音している。ゲストとして、当時イエスのドラマーだったアラン・ホワイトとキーボード奏者だったパトリック・モラーツ、サクソフォーン・プレイヤーなどが参加している。3曲目の「遥かなる海」ではイングランドのプログレッシブ・ロック・バンドであるグリフォンのマルコム・ベネット（ベース）、デイヴ・オバリー（ドラム）、グレアム・テイラー（ギター）が参加している。
1曲目の「ドアーズ・オブ・スリープ」の歌詞の一部には、英国の詩人アリス・メネルの「At Night」という詩が引用されている。
ジャケット・デザインはロジャー・ディーンが担当した。見開きジャケットに掲載された家族写真は"an early selfie"とのこと。
日本盤の解説は渋谷陽一が担当し、彼は良い意味で「趣味的なアルバム」と評している。発売当初、A面4曲目の「ロスト・シンフォニー」の邦題がなぜか「ロフト・シンフォニー」と表記されていた。

## 収録曲
A面
1. ドアーズ・オブ・スリープ - "Doors of Sleep" (4:08)
2. オーストラリア - "Australia" (4:13)
3. 遥かなる海 - "The Nature of the Sea" (3:57)
4. ロスト・シンフォニー - "Lost Symphony" (4:41)

B面
1. ビギニングス - "Beginnings" (7:31)
2. ウィル・オー・ザ・ウィスプ - "Will o' the Wisp" (6:00)
3. ラム - "Ram" (1:53)
4. 歓喜の夜 - "Pleasure Stole the Night" (2:57)
5. ブレイク・アウェイ - "Break Away From It All" (4:19)